# 剑叶美冠兰
剑叶美冠兰（学名：Eulophia sooi），为兰科美冠兰属下的一个种。

## 扩展阅读
維基物種上的相關：剑叶美冠兰